# Guihulngan
Guihulngan é uma cidade de quinta classe de renda da cidade na província Negros Oriental, nas Filipinas. De acordo com o censo de 1 maio  de  2020 possui uma população de 102 656 pessoas e 24 792 domicílios.